# Orthostatische Dysregulation
Die orthostatische Dysregulation (altgriechisch ὀρθός orthos, deutsch ‚aufrecht‘ und στάσις stasis, deutsch ‚Stehen, Stand‘), auch Orthostase-Syndrom, umfasst Störungen des autonomen Nervensystems und des Herz-Kreislauf-Systems, bei denen als Leitsymptom aufrechte Körperpositionen wie Sitzen oder Stehen nur eingeschränkt oder gar nicht toleriert werden.
Bei der orthostatischen Dysregulation liegt eine Fehlfunktion (Dysregulation) der Orthostase-Reaktion vor. Diese sorgt bei Gesunden dafür, dass das Herz-Kreislauf-System auch in aufrechter Körperposition alle Teile des Körpers mit ausreichend Blut versorgt. Durch die Fehlfunktion kommt es zu vielfältigen Symptomen wie Schwindel, Herzrasen, Sehstörungen, Übelkeit, Schwäche und Benommenheit, die zum Hinsetzen oder -legen zwingen, wodurch die Symptome teilweise oder vollständig nachlassen. Bei manchen Erkrankten tritt eine kurzzeitige Bewusstlosigkeit (Synkope) auf.
Die orthostatische Hypotonie und das posturale (orthostatische) Tachykardiesyndrom (POTS) sind eigenständige Erkrankungen. Eine orthostatische Dysregulation kann auch als orthostatische Intoleranz bei Long COVID bzw. dem Post-COVID-Syndrom und der Myalgischen Enzephalomyelitis / dem Chronischen Fatigue-Syndrom (ME/CFS) auftreten.

## Ausprägungen

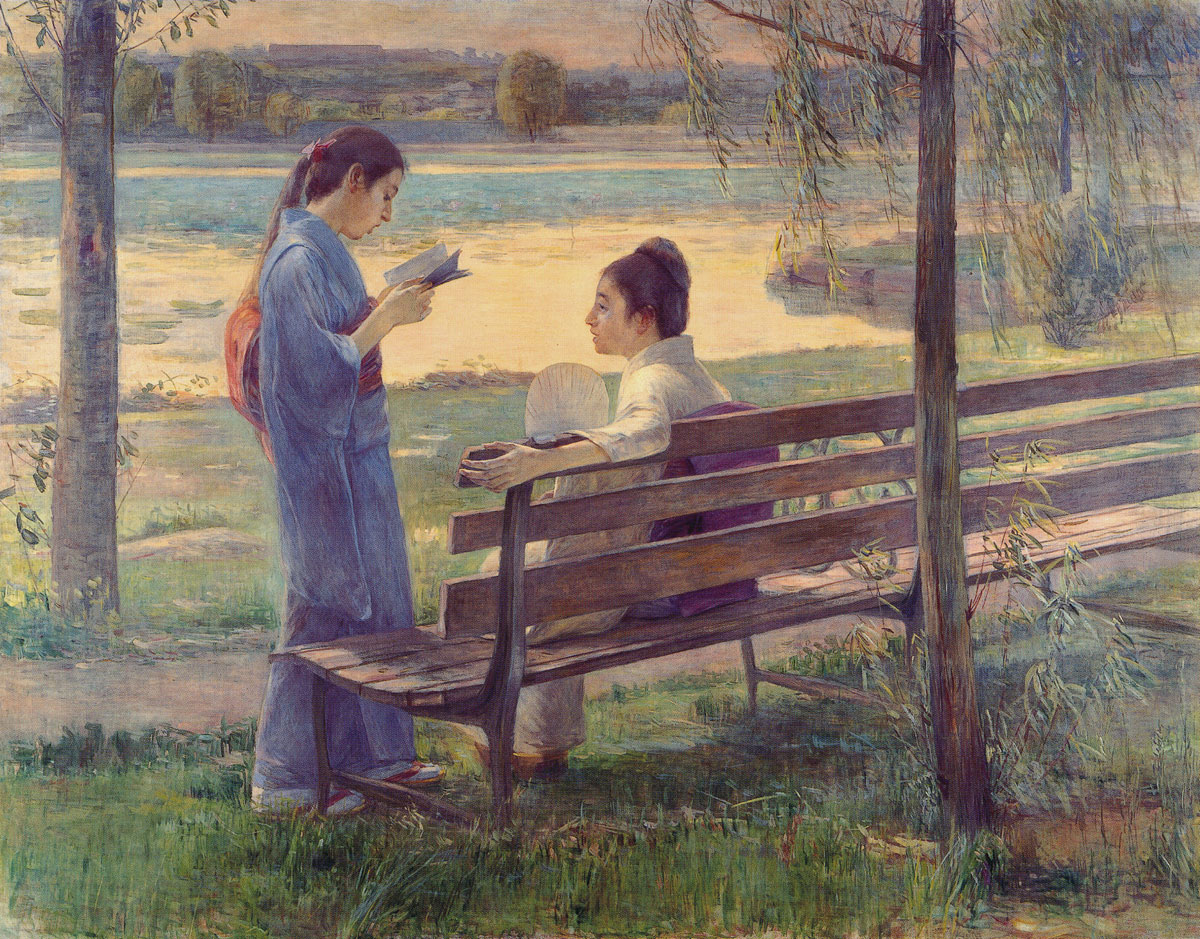
Stehen wird zum Problem

Eine orthostatische Dysregulation manifestiert sich als orthostatische Hypotonie (niedriger Blutdruck in aufrechter Körperposition), posturales Tachykardiesyndrom (Herzrasen in aufrechter Körperposition) oder vasovagale Synkope (kurzzeitige Bewusstlosigkeit in Folge eines überschießenden Vagotonus). Symptome orthostatischer Dysregulation, die ohne orthostatische Tachykardie oder Hypotonie auftreten, werden allgemein als orthostatische Intoleranz bezeichnet. Gleichzeitig wird orthostatische Intoleranz als Sammelbegriff für Symptome orthostatischer Dysregulation verwendet. Eine orthostatische Intoleranz kann in eine Präsynkope (Gefühl drohender Bewusstlosigkeit) oder Synkope übergehen.

## Symptome

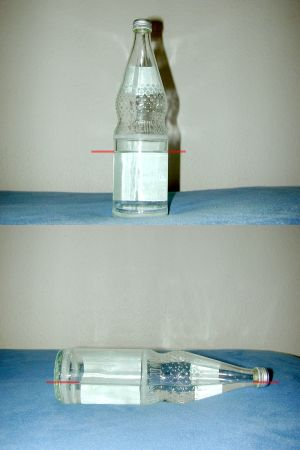
Veranschaulichung einer orthostatischen Synkope. Beim Aufrechtstehen staut sich das Blut im unteren Teil des Körpers. Beim Hinlegen – oder nach dem Umfallen bei einer Synkope (kurzzeitige Bewusstlosigkeit) – kommt das Blut wieder zum Gehirn.

Die orthostatische Hypotonie kann orthostatische Intoleranz bewirken oder asymptomatisch sein. Für die Diagnose des posturalen Tachykardiesyndroms sind Symptome in aufrechter Körperposition (Sitzen oder Stehen) ein notwendiges Kriterium.
Die Symptome orthostatischer Dysregulation überschneiden sich bei den jeweiligen Manifestationen. Charakteristisch ist, dass die Symptome in aufrechter Körperposition auftreten oder zunehmen. Bei einer Beteiligung des autonomen Nervensystems können unabhängig von der Körperposition weitere Symptome vorhanden sein, die viele Bereiche des Körpers betreffen. Typischerweise sind die Symptome wechselhaft und morgens am stärksten ausgeprägt. Äußere Faktoren wie warme Temperaturen und langes Stehen können die Symptome verstärken.
Mögliche Symptome sind unter anderem:
- Störungen der geistigen Leistungsfähigkeit (Brain Fog),
- Schwindel,
- Palpitationen (Herzklopfen),
- Schmerzen wie Kopfschmerzen, Brustschmerzen oder Druck auf der Brust, Muskel- und Nervenschmerzen,
- Fatigue (eine starke Entkräftung),
- Tremor (Zittern),
- Belastungsintoleranz,
- Parästhesie (Missempfindungen der Haut),
- Atemnot und Hyperventilation,
- Magen-Darm-Beschwerden,
- Blasenentleerungsstörung,
- erektile Fehlfunktion,
- Temperaturregulationsstörungen wie Hitzegefühl, verstärktes oder vermindertes Schwitzen, Unverträglichkeit gegenüber Hitze und Kälte,
- Sehstörungen wie verschwommenes Sehen und Lichtempfindlichkeit,
- Trockenheit von Augen und Mund,
- Schlafstörungen,
- Veränderungen des Appetits und Gewichtszu- oder -abnahme,
- Hautveränderungen wie ‚Flush‘.

Teilweise tritt in aufrechter Körperposition eine Akrozyanose auf: Die Haut der Beine verfärbt sich bläulich-violett.
Die Symptome können mild ausgeprägt sein oder zu schweren Beeinträchtigungen und einer Behinderung führen. Erkrankte verzeichnen häufig eine Einschränkung der Lebensqualität. Ein Teil der Betroffenen ist aufgrund der Schwere der Symptome arbeitsunfähig. Schwer Betroffene können eine liegende Körperposition nicht verlassen, ohne starke Symptome zu empfinden.

## Diagnose

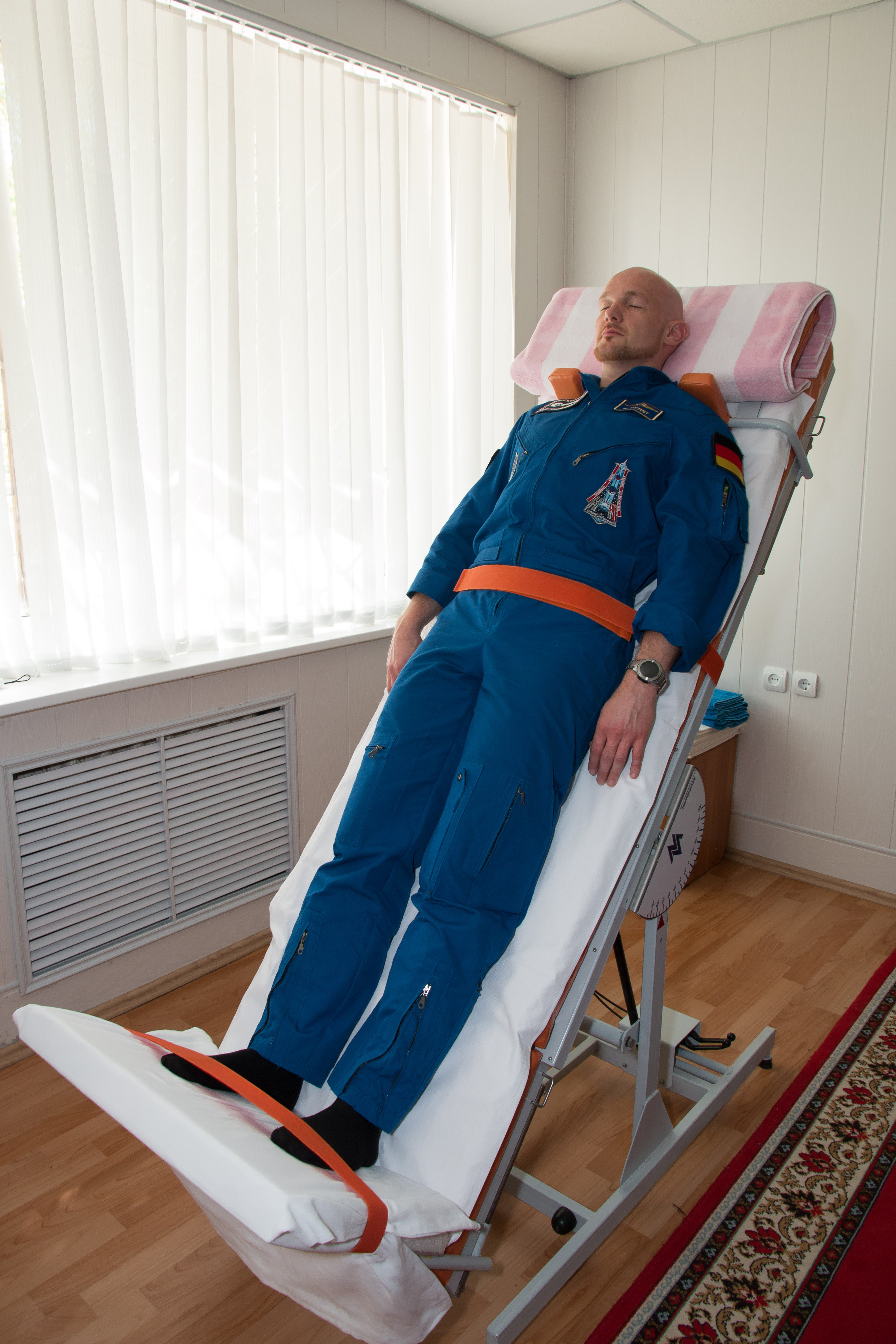
Kipptisch mit seitlicher Anzeige des Neigungswinkels, hier mit Alexander Gerst vor einem Raumflug. Bei klinischen Untersuchungen sind üblicherweise weitere Befestigungen angebracht, um ein Vorkippen des Oberkörpers bei Bewusstlosigkeit zu verhindern.

Zur Diagnose einer orthostatischen Dysregulation gehören eine Erhebung der Krankengeschichte (Anamnese), ein Stehtest, körperliche Untersuchungen, ein Elektrokardiogramm (EKG), Laboruntersuchungen und ggf. ergänzende Untersuchungen des autonomen Nervensystems.

### Basisdiagnostik
Bei Verdacht auf eine orthostatische Dysregulation wird in einer ausführlichen Anamnese unter anderem nach Symptomen orthostatischer Intoleranz, autonomen Symptomen, vorhandenen Erkrankungen und der Einnahme von Medikamenten gefragt. Ein Stehtest mit Blutdruck- und Herzschlagfrequenzmessung im Liegen und Stehen kann eine orthostatische Hypotonie und ein posturales Tachykardiesyndrom abbilden und bei entsprechender Symptomatik bereits eine Diagnose sichern. Durch reguläre Schwankungen der Symptome ist jedoch ein falsch-negatives Ergebnis möglich. Daher wird bei bestehendem Verdacht und negativem Stehtest empfohlen, die Messungen an mehreren Tagen zu wiederholen und/oder durch eine Kipptischuntersuchung zu ergänzen. Eine morgendliche Messung führt zu möglichst genauen Ergebnissen. Mit körperlichen Untersuchungen, einem EKG und Laboruntersuchungen wird nach Ursachen und Begleiterkrankungen gesucht. Außerdem werden Differentialdiagnosen abgeklärt.
Bei der orthostatischen Hypotonie werden im Rahmen der Diagnostik verschiedene Ausprägungen unterschieden. Auch bei dem posturalen Tachykardiesyndrom werden Untergruppen beschrieben. Empfehlungen sind hier bisher weniger eindeutig, da sich die Untergruppen überschneiden und die Klassifizierungen variieren.

### Weiterführende Untersuchungen des autonomen Nervensystems
In der Anamnese abgefragte Symptome geben bei der orthostatischen Hypotonie einen Hinweis auf eine mögliche Störung des autonomen Nervensystems. In diesem Fall kann eine autonome Funktionsdiagnostik folgen. Bei dem posturalen Tachykardiesyndrom kann autonome Funktionsdiagnostik ebenfalls sinnvoll sein. Sie wird zudem angeraten, wenn Symptome weiterhin unklar oder fortschreitend sind oder Patientinnen und Patienten nicht in der Lage sind, einen Stehtest durchzuführen. Die Schwere autonomer Symptome kann mit der Composite-Autonomic-Symptome-Score(COMPASS)-31-Skala erfasst werden. Mögliche Untersuchungen umfassen die Messung von Herzfrequenzvariabilität und Blutdruck auf dem Kipptisch und unter Valsalva-Manöver, die Testung der Tiefatmung sowie der Schweißproduktion im Rahmen eines quantitativen sudomotorischen Axonreflex-Tests (QSART) und eine Hautbiopsie zum Nachweis einer Small-Fiber-Neuropathie. Bei dem posturalen Tachykardiesyndrom werden manchmal im Liegen und Stehen Katecholamine und andere Hormone, die den Blutdruck und das Blutvolumen beeinflussen, bestimmt.

### Biomarker der orthostatischen Intoleranz in der Forschung
Für eine orthostatische Intoleranz ohne Hypotonie oder Tachykardie gibt es bisher keine in der ärztlichen Praxis verfügbare Nachweismöglichkeit. Die Diagnose richtet sich nach der Beschreibung der Symptome. Eine orthostatische Intoleranz zeigt sich als Symptomenkomplex bei Long COVID bzw. dem Post-COVID-Syndrom und der Myalgischen Enzephalomyelitis / dem Chronischen Fatigue-Syndrom (ME/CFS). Als mögliche Biomarker werden Durchblutungsstörungen des Gehirns diskutiert.

## Orthostatische Hypotonie
Formen der orthostatischen Dysregulation, die nach dem Aufrichten mit einem Blutdruckabfall einhergehen, werden als orthostatische Hypotonie oder orthostatische Hypotension bezeichnet.

### Definition der orthostatischen Hypotonie
Die orthostatische Hypotonie ist definiert als deutlicher Blutdruckabfall innerhalb von drei Minuten nach dem Lagewechsel vom Liegen zum Stehen. Der systolische Blutdruck fällt um mehr als 20 mmHg oder auf einen Wert unter 90 mmHg absolut. Der diastolische Blutdruck fällt um mehr als 10 mmHg.

### Epidemiologie der orthostatischen Hypotonie
Die orthostatische Hypotonie tritt überwiegend im höheren Lebensalter auf. Bei circa 20 % der über 65-Jährigen manifestiert sich eine orthostatische Hypotonie.

### Formen der orthostatischen Hypotonie
- Asympathikotone orthostatische Hypotonie
Bei der asympathikotonen orthostatischen Hypotonie, auch hypoadrenergene orthostatische Hypotension, sinkt der systolische Blutdruck nach dem Lagewechsel um mehr als 20 mmHg und der diastolische Blutdruck um mehr als 10 mmHg. Die Herzfrequenz bleibt gleich oder ist erniedrigt.[40][41]
Ursache ist eine Schädigung des autonomen Nervensystems, die zu einer unzureichenden oder fehlenden Aktivierung des sympathischen Nervensystems führt. Daraus resultiert der Verlust der Vasokonstriktion und des Anstiegs der Herzfrequenz.[40][41]
 Die asympathikotone orthostatische Hypotonie hat häufig einen chronisch-progredienten, therapeutisch schwer korrigierbaren Verlauf.[40][41]
- Sympathikotone orthostatische Hypotonie
Bei der sympathikotonen orthostatischen Hypotonie kommt es nach dem Aufrichten zu einem systolischen und diastolischen Blutdruckabfall um mehr als 20 mmHg und einer Steigerung der Herzfrequenz um mehr als 16 Schläge pro Minute.[40]
 Ursache ist meist eine zentrale Hypovolämie. Der Körper versucht, das fehlende Blutvolumen durch eine Erhöhung der Herzfrequenz, also durch eine sehr starke Aktivierung des sympathischen Nervensystems auszugleichen.[40]
- Vasovagale Dysfunktion
Die vasovagalen Dysfunktion (von lateinisch vas = Gefäß und Nervus vagus) wird auch als neurokardiale Dysfunktion oder neural vermittelte orthostatische Dysfunktion bezeichnet. Diese ist gekennzeichnet durch einen neurokardial reflexartig verursachten Blutdruckabfall mit verlangsamten Herzschlag und dadurch bedingter Minderung der Hirndurchblutung mit Bewusstlosigkeit nach längerem Stehen.[40][41]

## Posturales Tachykardiesyndrom (POTS)
Das posturale Tachykardiesyndrom (lateinisch posture, deutsch ‚die Körperhaltung betreffend‘), kurz POTS, wird auch als posturales orthostatisches Tachykardiesyndrom bezeichnet und zeichnet sich vor allem durch Herzrasen nach dem Aufrichten aus.

### Definition des posturalen Tachykardiesyndroms
Das posturale Tachykardiesyndrom ist definiert als:
- Anstieg der Herzschlagfrequenz um mindestens 30 Schläge in der Minute bei Erwachsenen und um mindestens 40 Schläge in der Minute bei Kindern und Jugendlichen innerhalb von zehn Minuten nach dem Aufrichten oder auf mindestens 120 Schläge in der Minute absolut,
- Abwesenheit einer orthostatischen Hypotonie,
- orthostatische Intoleranz über mindestens drei Monate,
- Abwesenheit anderer Ursachen, die eine Sinustachykardie (Herzrasen) erklären können.

### Epidemiologie des posturalen Tachykardiesyndroms
Das posturale Tachykardiesyndrom betrifft überwiegend jüngere Frauen. Die meisten Erkrankten sind zwischen 15 und 50 Jahre alt, 80 % sind weiblich. Aussagekräftige Daten zur Häufigkeit der Erkrankung fehlen. Schätzungen zufolge liegt die Prävalenz zwischen 0,1 und 1 %. Pschyrembel gibt die Prävalenz des posturalen Tachykardiesyndroms mit circa 0,2 % an, das entspricht etwa 160.000 Erkrankten in Deutschland. Es wird von einer Verdopplung der Erkrankten seit der COVID-19-Pandemie ausgegangen, da das posturale Tachykardiesyndrom als Ausprägung von Long COVID auftreten kann.

### Ursachen des posturalen Tachykardiesyndroms
Ein primäres (idiopathisches) posturales Tachykardiesyndrom kann nach einer viralen Infektion mit z. B. dem Epstein-Barr-Virus, Influenzaviren oder SARS-CoV-2 aber auch nach einer bakteriellen Infektion mit z. B. Mycoplasma pneumoniae oder Borrelia burgdorferi auftreten. Ein sekundäres posturales Tachykardiesyndrom tritt im Rahmen anderer Erkrankungen auf.
Das posturale Tachykardiesyndrom ist eine Störung des autonomen Nervensystems. Bei einem Teil der Erkrankten konnte ein Verlust von Nervenendigungen des sympathischen Nervensystems am Herzen (autonome kardiale Denervierung) nachgewiesen werden. Auch wurden erhöhte Noradrenalinwerte bei Noradrenalin-Transportdefekt oder das Auftreten von Acetylcholin-Rezeptor-Antikörpern bei einigen Betroffenen nachgewiesen.
Beim posturalen Tachykardiesyndrom ist die periphere Vasokonstriktion insuffizient. Eine Störung des autonomen Nervensystems ist eine systemische Störung, die eine Vielzahl von unterschiedlichen Dysfunktionen auslöst. Diese Dysfunktionen sind ursächlich miteinander verbunden und beeinflussen sich wechselseitig. Das posturale Tachykardiesyndrom hat deshalb mehrere Symptome:
- Eine gestörte Noradrenalinwiederaufnahme führt zu einer Funktionsstörung des sympathischen Nervensystems der unteren Extremitäten.
- Durch eine gestörte Wasser- und Natriumretention durch die Nieren entsteht eine Hypovolämie. Durch das Versacken des Blutes in den unteren Extremitäten beim Stehen (venöses Pooling) erreicht das verringerte zentrale Blutvolumen kritische Werte, die eine massive Baroreflexaktivierung mit entsprechender Tachykardie auslösen.
- Durch eine Veränderung der Druckverhältnisse in den Blutgefäßen der unteren Extremitäten ist die kapilläre Filtration verändert. Dadurch entweicht beim Stehen mehr Flüssigkeit in das umliegende Gewebe, was wiederum die bereits bestehende Hypovolämie weiter verstärkt.
- Im Vergleich mit Gesunden ist bei Menschen mit einer posturalen Tachykardie im Stehen die Durchblutung des Gehirns stark vermindert. Das führt reflexartig zu einer vertieften und schnelleren Atmung (Hyperventilation), die wiederum Ursache für eine Hypokapnie ist.[41]

### Begleiterkrankungen und Differentialdiagnosen des posturalen Tachykardiesyndroms
Das posturale Tachykardiesyndrom kann gemeinsam mit anderen Erkrankungen auftreten. Bisher ist unklar, ob es sich dabei um Untergruppen mit eigenständigen Ursachen und Entstehungsmechanismen handelt. In etwa der Hälfte der Fälle tritt das posturale Tachykardiesyndrom gemeinsam mit einer Small-Fiber-Neuropathie auf. Weitere häufige Begleiterkrankungen sind unter anderem Migräne, das Ehlers-Danlos-Syndrom, die Myalgische Enzephalomyelitis / das Chronische Fatigue-Syndrom (ME/CFS), das Mastzellaktivierungssyndrom und Fibromyalgie. Das posturale Tachykardiesyndrom kann außerdem eine Manifestation von Long COVID bzw. des Post-COVID-Syndroms sein.
Regelmäßig wird fälschlicherweise eine Angststörung diagnostiziert, da sich die Symptome teilweise überschneiden. Einige Betroffene haben zusätzlich eine inadäquate Sinustachykardie (Herzrasen in Ruhe). Bei der inadäquaten Sinustachykardie handelt es sich zudem um eine wichtige Differentialdiagnose. Auch andere Ursachen, die zu orthostatischer Tachykardie führen können, müssen im Rahmen der Diagnostik ausgeschlossen werden. Beispiele dafür sind eine akute Hypovolämie, Anämie, endokrinologische Erkrankungen wie z. B. die Nebennierenrindeninsuffizienz, Dekonditionierung oder Medikamentennebenwirkungen.

### Prognose des posturalen Tachykardiesyndroms
Die Prognose des posturalen Tachykardiesyndroms ist schlecht beschrieben. In einer Studie gaben 80 % von 40 Erkrankten mindestens 18 Monate nach der initialen Untersuchung eine deutliche Besserung der orthostatischen Beschwerden an. Die Deutsche Gesellschaft für Neurologie verweist auf eine Studie mit einer Spontanremissionsrate von 50 % bei jungen Erwachsenen in den ersten drei Jahren. Einer gemeinsamen Stellungnahme von Fachleuten der National Institutes of Health (NIH) ist hingegen zu entnehmen, dass zwar eine Gruppe der Betroffenen einen deutlichen Rückgang der Symptome verzeichnet, ein Großteil jedoch einen chronischen Verlauf mit wiederkehrenden Zustandsverschlechterungen beschreibt. Eine Symptomverbesserung unter Behandlungsmaßnahmen wird beobachtet.

### Therapie des posturalen Tachykardiesyndroms
Bisher existieren keine zugelassenen Medikamente für die Behandlung des posturalen Tachykardiesyndroms. Im Vordergrund steht ein nicht-medikamentöses Symptommanagement.
Patientinnen und Patienten wird eine Erhöhung der Salz- und Flüssigkeitszufuhr empfohlen, um das Blutvolumen zu steigern. Mit Hilfe von Kompressionskleidung wird das Versacken des Blutes in den unteren Extremitäten verringert. Faktoren, die zu einer Verschlechterung der Symptome führen – wie beispielsweise Hitze oder langes Stehen –, werden gemieden. Sofern Patientinnen und Patienten nicht zusätzlich von einer post-exertionellen Malaise (Zustandsverschlechterung nach Belastung) betroffen sind, wird regelmäßiges Ausdauertraining angeraten. Oft sind dabei angepasste Programme notwendig, die die orthostatische Intoleranz berücksichtigen. Bei einer vorliegenden post-exertionellen Malaise ist ein individuelles Energiemanagement (Pacing) indiziert.
Teilweise werden auch Off-Label-Medikamente eingesetzt.